# 多马坦莱图勒
多马坦莱图勒（法語：Dommartin-lès-Toul，法語發音：[dɔmaʁtɛ̃ lɛ tul]，意为“图勒附近的多马坦”）是法国默尔特-摩泽尔省的一个市镇，位于该省西南部，摩泽尔河右岸，和图勒隔河相望，属于图勒区。

## 地理
多马坦莱图勒（48°40'12"N, 5°54'28"E）面积6.87 平方千米，位于法国大東部大區默尔特-摩泽尔省，该省份为法国东北部内陆省份，是洛林的一部分，北邻比利时、卢森堡，北起顺时针与摩泽尔省、下莱茵省、孚日省和默兹省接壤。
与多马坦莱图勒接壤的市镇（或旧市镇、城区）包括：摩泽尔河畔绍德内、贡德勒维尔、图勒、维莱勒塞克。

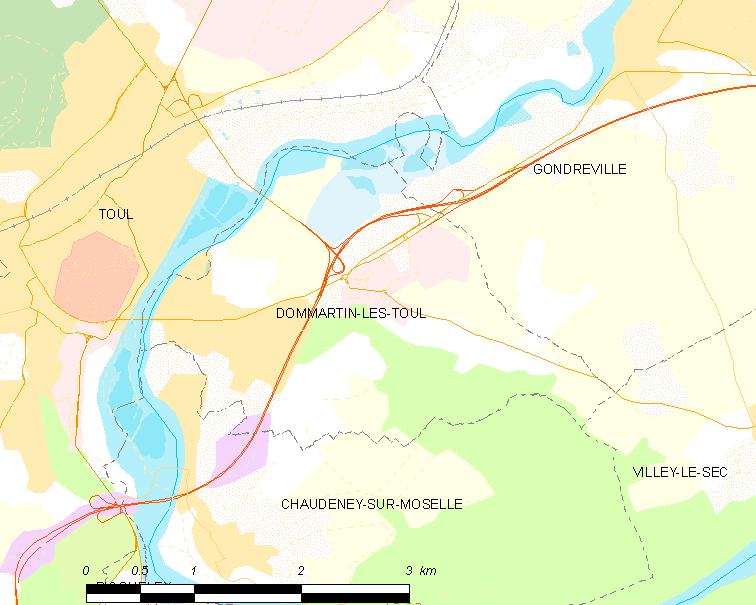
多马坦莱图勒的OSM定位图

多马坦莱图勒的时区为UTC+01:00、UTC+02:00（夏令时）。

## 行政
多马坦莱图勒的邮政编码为54200，INSEE市镇编码为54167。

## 政治
多马坦莱图勒所属的省级选区为图勒县。

## 人口

1962-2008年间多马坦莱图勒人口变化图示

多马坦莱图勒于2022年1月1日时的人口数量为1991人。